# (466935) 2016 AO75
(466935) 2016 AO75 es un asteroide perteneciente al cinturón de asteroides, descubierto el 7 de agosto de 2008 por el equipo Spacewatch desde el Observatorio Nacional de Kitt Peak (Arizona, Estados Unidos).